# Jesse Ewart
Pour les articles homonymes, voir Ewart.
Jesse Ewart, né le 31 juillet 1994 à Newcastle (Australie), est un coureur cycliste australo-irlandais.

## Biographie
Jesse Ewart est né en Australie mais passe une partie de son enfance en Irlande. En janvier 2020, il revendique la citoyenneté irlandaise par l'intermédiaire de son grand-père.
Son premier succès internationa est une victoire au classement des jeune lors du Jelajah Malaysia en 2016. En 2018 et 2019, il remporte le Tour de Singkarak, une course par étapes. 
En 2020, il termine le Herald Sun Tour à la sixième place du classement général. Après six ans dans des équipes asiatiques, il signe un contrat avec l'équipe allemande Bike Aid pour la saison 2022. Il termine le Tour du Rwanda cette année à la troisième place au classement général. En juillet 2022, lors de son dernier entraînement avant le Sibiu Cycling Tour, il est percuté de plein fouet par une voiture qui roule à 80 km/h dans une zone limitée à 30 km/h. Passé au travers le pare-brise de la voiture, il perd connaissance et le verre brisé lui tranche le visage et le cou. Il est victime d'une fracture du crâne, du nez et de cinq vertèbres. Après 24 heures dans un hôpital local en Roumanie, il est transporté par avion à Francfort, en Allemagne, où il subit plusieurs opérations et reste en soins intensifs pendant une semaine.
Après seulement un an, il rejoint l'équipe Terengganu Polygon et remporte une étape du Tour de Sharjah en 2024. Lors de cette victoire, il est contrôlé positif à l'EPO et est provisoirement suspendu. Il est finalement suspendu trois ans, soit jusqu'au 15 mai 2027 et est condamné à une amende de 7000 francs suisses.

## Palmarès
- 2017
  - 3e du Tour des Moluques
- 2018
  - 3e étape du Tour de l'Ijen
  - Tour de Singkarak : 
    - Classement général
    - 3e étape

  - 2e du Tour de l'Ijen
- 2019
  - Tour de Singkarak : 
    - Classement général
    - 1re et 2e étapes

  - 3e du Tour de l'Ijen
- 2022
  - 3e du Tour du Rwanda
- 2024
  - 1re étape du Sharjah Tour
  - 4e étape du Tour de Thaïlande
  - 2e de la The Bueng Si Fai International Road Race

## Classements mondiaux
| Année                                 | 2016  | 2017  | 2018  | 2019 | 2020 | 2021  | 2022 | 2023  |
| ------------------------------------- | ----- | ----- | ----- | ---- | ---- | ----- | ---- | ----- |
| Classement mondial                    | 1525e | 1452e | 1069e | 432e | 180e | 2123e | 552e | 2676e |
| UCI Europe Tour                       | nc    | nc    | nc    | nc   | 877e | 1441e | 429e | nc    |
| UCI Asia Tour                         | 262e  | 238e  | 146e  |      |      |       |      |       |
| UCI Oceania Tour                      | nc    | nc    | nc    |      |      |       |      |       |
|                                       |       |       |       |      |      |       |      |       |
| Légende : nc = non classéSource : UCI |       |       |       |      |      |       |      |       |